# Całkowite zanurzenie
Całkowite zanurzenie, immersja, submersja – metoda nauki języków obcych polegająca na posługiwaniu się językiem obcym w trybie ciągłym i we wszystkich sytuacjach życiowych. Metoda ma zastosowanie w przypadku, gdy uczący się ma niewiele czasu na opanowanie języka obcego. Założeniem jest odtworzenie warunków przebywania w kraju, w którym używa się języka docelowego.
Istnieją dwa typy zanurzenia: całkowite (submersja) i częściowe (immersja). Ta pierwsza przypomina nieco proces nauki języka u dzieci, przy czym należy mieć na uwadze, że w pewnym wieku, po zakończeniu tzw. okresu krytycznego, ludzie tracą zdolność do przyswajania języka z łatwością właściwą dzieciom i muszą włożyć o wiele więcej wysiłku w proces uczenia się. Innym czynnikiem hamującym rozwój jest interferencja językowa.
Zajęcia metodą całkowitego zanurzenia toczą się wyłącznie w języku docelowym, a dzienna liczba godzin oscyluje wokół dwunastu. Uczniowie używają języka obcego nie tylko w sali kursowej, ale również na przerwach, podczas posiłku itp.
Metoda uważana jest za skuteczną i mającą duże efekty w dziedzinie posługiwania się językiem w wielu sytuacjach życiowych. Uczeń uczy się radzenia sobie ze słownictwem, również takim, którego nie zna i szukaniem zamienników nieznanych słów. Całkowite zanurzenie wymaga poświęcenia dużej ilości czasu przez uczącego się. Koszt kursu z zastosowaniem tej metody w szkołach języków obcych jest wysoki i może wynieść do 8 tysięcy złotych (2018).